# Västertorp (metrostation)
Västertorp is een metrostation in de Zweedse hoofdstad Stockholm aan lijn T14 van de rode route van de metro en ligt 7,4 km ten zuiden van Slussen. Het is met 42,8 meter boven zee het een na hoogst gelegen metrostation van het Stockholmse net.  
De wijk Västertorp, gebouwd tussen 1946 en 1954, met een dichte bebouwing ligt tussen de villawijk Hägersten aan de noordkant en de Södertäljevägen aan de zuidkant. In 1952 kreeg de nieuwe wijk een aansluiting op het openbaar vervoer door de verlenging van de premetro van Hägerstensåsen naar het westen. De tramlijnen 14 en 17 reden via het premetrotraject door naar station Västertorp en in 1956 werd het traject nog verder verlengd naar Fruängen aan de zuidkant van de Södertäljevägen. Begin jaren 60 van de twintigste eeuw volgde de ombouw tot metro en sinds 5 april 1964 is het station onderdeel van de rode route.
Het station kent twee toegangen, de zuidelijke ligt bij de Västertorpsvägen, de oostelijke aan de Störtloppsvägen bij de winkelstraat en het centrale plein van de buurt. In 1982 kreeg het station een kunstwerk van kunstenaar Jürgen Fogelquist dat geïnspireerd is op de noodlottige ballonvaart naar de noordpool van Salomon August Andrée in 1897.
Fruängen·
Västertorp·
Hägerstensåsen·
Telefonplan ·
Midsommarkransen ·
Liljeholmen ·
Hornstull ·
Zinkensdamm ·
Mariatorget ·
Slussen ·
Gamla Stan ·
T-Centralen ·
Östermalmstorg ·
Stadion ·
Tekniska högskolan ·
Universitetet ·
Bergshamra ·
Danderyds sjukhus ·
Mörby centrum